# Pirawa
Pirawa là một thành phố và khu đô thị của quận Jhalawar thuộc bang Rajasthan, Ấn Độ.

## Địa lý
Pirawa có vị trí 24°10′B 76°02′Đ / 24,17°B 76,03°Đ Nó có độ cao trung bình là 370 mét (1213 feet).

## Nhân khẩu
Theo điều tra dân số năm 2001 của Ấn Độ, Pirawa có dân số 11.182 người. Phái nam chiếm 51% tổng số dân và phái nữ chiếm 49%. Pirawa có tỷ lệ 66% biết đọc biết viết, cao hơn tỷ lệ trung bình toàn quốc là 59,5%: tỷ lệ cho phái nam là 74%, và tỷ lệ cho phái nữ là 58%. Tại Pirawa, 16% dân số nhỏ hơn 6 tuổi.